# Jan Jerzy Grabowski
Jan Jerzy Grabowski (deutsch Johann Heinrich Grabowsky, † 1789) war königlich-polnischer Generalleutnant, Generalinspektor Litauens und Marschall der Konföderation von Sluzk.

## Geschichte
Jan Jerzy war ein Sohn von Stephan Grabowski, Starost von Vištytis in Litauen und dessen Frau Theodora. Seine Brüder Paweł (Paul) und Michał (Michael) wurden später ebenfalls Generäle. Die Familie war calvinistisch (reformiert).
1756 wurde Grabowski zum General der polnisch-litauischen Armee ernannt. 1776 wurde er Führer (Marschall) der Konföderation von Sluzk, die sich für die Rechte der protestantischen und orthodoxen Minderheiten in Polen-Litauen einsetzte. In dieser Funktion verhandelte er auch mit dem russischen Botschafter Repnin. In dieser Zeit erhielt er den russischen Alexander-Newski-Orden.
1778 wurde Grabowski zum Generalinspekteur für Litauen ernannt. 1782 wurde er Generalleutnant und Kommandeur der 1. Litauischen Division.
1784 saß Grabowski im Sejm als einziger protestantischer Vertreter, ohne großen Einfluss.